# Politik der hohen Schornsteine
Unter einer Politik der hohen Schornsteine oder Hochschornsteinpolitik versteht man das Prinzip, mit Hilfe hoher Industrieschornsteine die Emissionen auf ein möglichst großes Gebiet zu verteilen und dadurch die Luftverschmutzung in der näheren Umgebung zu verringern. Die Emissionen insgesamt werden dabei nicht reduziert. 
Der Begriff bezieht sich ursprünglich auf eine Entwicklung in Westdeutschland in den 1960er Jahren. Jedoch war bereits in der preußischen „Allgemeinen Gewerbeordnung“ vom 17. Januar 1845 der Bau ausreichend hoher Schornsteine vorgeschrieben, um Belästigungen durch hohe Immissionen zu vermeiden bzw. zu verdünnen. 1895 erließ Preußen die erste „Technische Anleitung Luft“ zur Verminderung von Emissionen, sie wurde im 20. Jahrhundert weiterentwickelt; die Technische Anleitung zur Reinhaltung der Luft (TA Luft) ist heute eine Verwaltungsvorschrift des Bundes-Immissionsschutzgesetzes.
In den 1950er Jahren hatte die Luftverschmutzung im Ruhrgebiet stark zugenommen. Nachdem erste Initiativen zur Luftreinhaltung entstanden waren, verkündete der damalige Kanzlerkandidat Willy Brandt vor der Bundestagswahl 1961 das politische Ziel: „Der Himmel über dem Ruhrgebiet muss wieder blau werden!“ 1962 trat in Nordrhein-Westfalen das erste Landes-Immissionsschutzgesetz in Kraft, andere Bundesländer zogen mit eigenen Landes-Immissionsschutzgesetzen nach. Zudem trat 1964 die neue TA Luft in Kraft. Die Betreiber der Anlagen mit hohem Schadstoffausstoß reagierten auf die verschärften Vorschriften in der Regel mit der Aufstockung ihrer Schornsteine. Dieser Trend wurde als „Politik der hohen Schornsteine“ bekannt. Ruß und Schadstoffe wurden nun weiträumig verfrachtet (Ferntransport). Dies führte allerdings nur regional zu einer Entlastung. In großer Entfernung von den Schadstoffquellen entstanden neue Umweltschäden (saurer Regen, Waldsterben).